# Samsung Galaxy A73 5G
Samsung Galaxy A73 5G là điện thoại thông minh chạy Android tầm trung được phát triển và sản xuất bởi Samsung Electronics và là một phần của dòng Galaxy A. Chiếc điện thoại này được công bố vào ngày 17 tháng 3 năm 2022 tại sự kiện Samsung Galaxy Unpacked cùng với Galaxy A33 5G và Galaxy A53 5G.

## Thiết kế
Màn hình được làm bằng kính cường lực Corning Gorilla Glass 5. Mặt sau và cạnh bên được làm bằng nhựa mờ.
Điện thoại thông minh này có thiết kế tương tự như người tiền nhiệm của nó, nhưng giống như trên Samsung Galaxy A33 5G và Samsung Galaxy A53 5G, mặt sau giờ đây hoàn toàn phẳng và phần mặt sau với bộ phận camera được làm một cách trông mượt mà hơn. Galaxy A73 5G, không giống như Samsung Galaxy A72, không có giắc âm thanh 3,5 mm. Chiếc máy này cũng có khả năng bảo vệ chống ẩm và bụi theo tiêu chuẩn IP67.
Bên dưới là cổng kết nối USB-C, loa và micro. Tùy theo phiên bản, có khe cắm cho 1 thẻ SIM và thẻ nhớ microSD lên đến 1 TB hoặc khe cắm lai cho 2 thẻ SIM hoặc 1 thẻ SIM và thẻ nhớ microSD lên đến 1 TB và micrô thứ hai. Cạnh phải là nút âm lượng và nút khóa.
Samsung Galaxy A73 5G có 3 phiên bản màu được bán: xanh lá (Awesome Mint), xám (Awesome Gray) và trắng (Awesome White).
| Màu | Tên           |
| --- | ------------- |
|     | Awesome Gray  |
|     | Awesome White |
|     | Awesome Mint  |

## Thông số kỹ thuật

### Phần cứng
Galaxy A73 5G là điện thoại thông minh có dạng nguyên khối, có kích thước 159,6 × 74,8 × 8,1 mm và nặng 189 gram.
Máy được trang bị kết nối GSM, HSPA, LTE và 5G, Wi-Fi 802.A/b/g/n/ac/ax băng tần kép, hỗ trợ Bluetooth 5, Wi-Fi Direct và hỗ trợ điểm phát sóng với A2DP và LE, GPS with BeiDou, Galileo, GLONASS và QZSS và NFC. Nó có cổng USB-C 2.0 và không có đầu vào giắc âm thanh 3,5 mm. Nó có khả năng chống nước và bụi với chứng nhận IP67.

#### Màn hình
Máy có màn hình cảm ứng 6,7 inch, Super AMOLED+ Infinity-O, các góc được bo tròn và độ phân giải FHD+ 1080 × 2400 pixel.  Màn hình hỗ trợ tốc độ làm mới 120 Hz.  Để bảo vệ màn hình, nó sử dụng kính Gorilla Glass 5.

#### Pin
Samsung Galaxy A73 5G được trang bị pin lithium polymer dung lượng cao 5000 mAh được tích hợp sẵn và không thể tháo rời khỏi thiết bị.
Ngoài ra, pin của Galaxy A73 5G hỗ trợ công nghệ sạc cực nhanh 25-watt, cho phép thời gian sạc nhanh và thời gian ngừng sạc ở mức tối thiểu. Điều này có nghĩa là người dùng có thể sạc thiết bị của mình một cách nhanh chóng và hiệu quả, đảm bảo rằng thiết bị luôn sẵn sàng hoạt động bất cứ khi nào họ cần.

#### Vy xử lý
Chipset của máy là Qualcomm Snapdragon 778G với CPU hình bát giác (4 lõi tốc độ 2,4 GHz + 4 lõi tốc độ 1,8 GHz). Bộ nhớ trong UFS loại 2 (128/256 GB), có thể mở rộng bằng thẻ nhớ microSD lên tới 1 TB, trong khi RAM là 6 hoặc 8 GB (tùy theo phiên bản đã chọn).

#### Camera
Camera sau có cảm biến chính 108 MP với khẩu độ f/1. D-SLR-Focus được trang bị chế độ PDAF, OIS, HDR và chế độ đèn flash LED, có khả năng ghi hình lên tới 4K với 30 khung hình/giây, trong khi camera trước là camera đơn 32MP có khả năng ghi hình lên tới 8 mm.

### Phần mềm
Máy được cài sẵn hệ điều hành Android 12, đây là phiên bản Android mới nhất tại thời điểm ra mắt. Android 12 nổi tiếng với thiết kế đẹp mắt, giao diện trực quan cũng như các tính năng bảo mật và quyền riêng tư được cải thiện.
Ngoài Android 12, Samsung Galaxy A73 5G còn được cài sẵn One UI 4.1, giao diện người dùng độc quyền của Samsung. One UI 4.1 được thiết kế để mang lại trải nghiệm liền mạch và thân thiện với người dùng cho người dùng thiết bị Samsung. Nó bao gồm các tính năng như đa nhiệm chia đôi màn hình, màn hình chính có thể tùy chỉnh và quản lý thời lượng pin được cải thiện.
Hơn nữa, Samsung Galaxy A73 5G cũng có thể nâng cấp lên Android 13 với One UI 5.1. Android 13 dự kiến sẽ là phiên bản chính tiếp theo của hệ điều hành Android và dự kiến sẽ bao gồm nhiều tính năng và cải tiến nâng cao hơn so với phiên bản tiền nhiệm. One UI 5.1 cũng dự kiến sẽ bao gồm các cải tiến và tối ưu hóa dành riêng cho Samsung Galaxy A73 5G.